# Doug Brochu
Doug Brochu (Fayetteville, 29 settembre 1990) è un attore statunitense.
Noto principalmente per il suo ruolo da protagonista nella serie televisiva di Disney Channel, Sonny tra le stelle.

## Carriera
Ha fatto delle comparsate in alcune puntate di Zoey 101 e iCarly, e ha doppiato in una puntata di The Replacements: Agenzia Sostituzioni.

## Vita privata
Ha un fratello Chris e una sorella Kaitlyn anche loro attori.

## Filmografia parziale
- Zoey 101 – serie TV, 1 episodio (2007)
- iCarly – serie TV, 2 episodi (2007)
- Sonny tra le stelle – serie TV, 46 episodi (2009-2011)
- Coppia di re – serie TV, 2 episodi (2010-2012)
- So Random! – serie TV, 26 episodi (2011-2012)
- iCarly – serie TV, un episodio (2021)

### Doppiatore
- The Replacements - Agenzia sostituzioni – serie animata TV (2008)
- Kick Chiapposky: Aspirante Stuntman – serie animata TV, 2 episodi (2011)
- Fish Hooks - Vita da pesci – serie animata TV, 1 episodio (2011)

## Doppiatori italiani
Nelle versioni in italiano delle opere in cui ha recitato, Doug Brochu è stato doppiato da:
- Gabriele Patriarca in Sonny tra le stelle, So Random!
- Jacopo Cinque in Coppia di Re
- Luca Sandri in iCarly (2021)